# شبكة تحكم في العمليات
شبكة التحكم في العمليات (PCN) هي شبكة اتصالات تستخدم لنقل التعليمات والبيانات بين وحدات التحكم والقياس ومعدات التحكم الإشرافي وجمع البيانات (سكادا). وعلى مر السنين، استخدمت هذه الشبكات العديد من التقنيات والطوبولوجيات المستخدمة في تطبيقات شبكات أخرى. ومع ذلك، يجب أن تفي شبكات التحكم في العمليات بالعديد من المتطلبات الخاصة لضمان أن تكون الحلول في مستوى مقبول في الصناعة. وهذه المتطلبات، دون ترتيب محدد، هي: المتانة والتحديد والتوافق. وتتضمن المتانة متطلبات مثل فائض الاتصال، وخفض الحساسية إلى تداخل كهرومغنطيسي (EMI)، والتحقق الجيد من الأخطاء والتصحيح. ويتضمن التحديد التأكد من أن كل جهاز متصل بالشبكة، وفي العديد من الحالات، بآليات للسماح بالمعلومات ذات الأولوية بالمرور خلال النظام (مثل أجهزة الإنذار). ويتيح التوافق للسكادا وأنظمة التحكم الموزع (DCS) من مختلف الجهات المصنعة التواصل مع معدات التحكم والقياس من الآخرين.
تعتمد العديد من شبكات التحكم في العمليات على رقم تسلسلي، حيث تستخدم معايير منخفضة المستوى مثل EIA RS-422 وEIA RS-485 وفوق كل هذا بروتوكولات الملكية. ويكمن أحد معايير حكم الأمر الواقع (والتي أصبحت الآن معيارًا مفتوحًا) في بروتوكول مودبس (Modbus)، الذي يرجع أصله إلى موديكون (Modicon). وتستخدم العديد من شبكات التحكم في العمليات البروتوكولات التي تعتمد على تمرير الرمز الدائري، لأنها في الأساس تتسم بأنها محددة. كما تستخدم آلن برادلي (Allen Bradley) ويوروثيرم (Eurotherm) مثل هذه الآليات. وقد وقّع العديد من مصنعي وحدات القياس والتحكم على بروتوكول المسرى الحقلي (Fieldbus)، ولكن بدلاً من اتباع معيار واحد، انشأ كل مصنع "معياره الخاص، وهو ما أدى إلى وجود عدد مربك لا حصر له من المعايير، ومجموعة من الأنظمة الفيزيائية والأنظمة المنطقية.